# Xestocoris collinus
Xestocoris collinus är en insektsart som först beskrevs av William Lucas Distant 1893.  Xestocoris collinus ingår i släktet Xestocoris och familjen Rhyparochromidae. Inga underarter finns listade i Catalogue of Life.